# 団扇太鼓

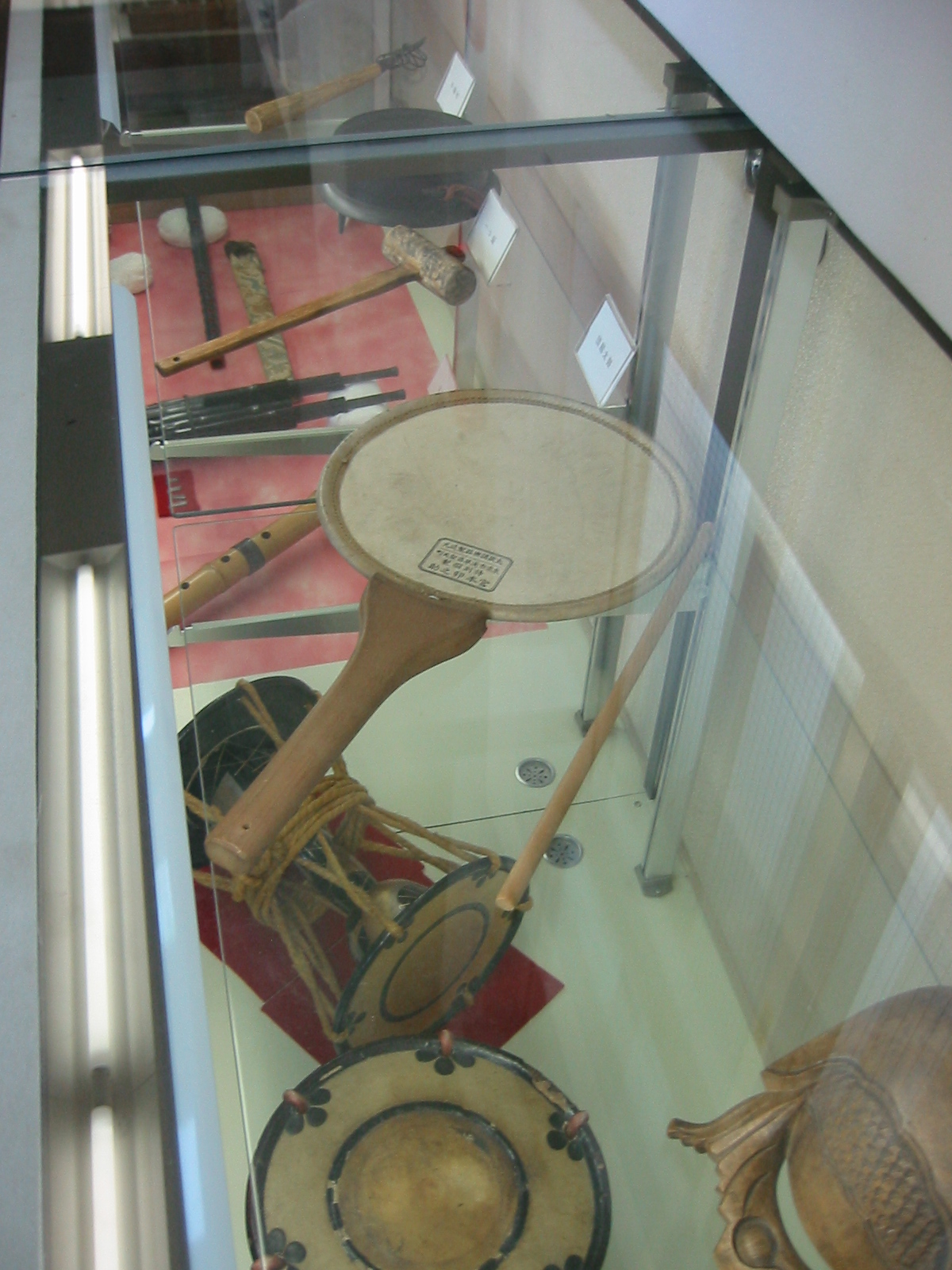
団扇太鼓（中央）

団扇太鼓（うちわだいこ）は、仏教で用いられる法具の一種（太鼓）である。声をあげて唱題するときにドンドンと打ち鳴らすことで、聴覚的にリズムを整える。日蓮宗、法華宗などで用いられることが多いので「法華の太鼓」（ほっけのたいこ）とも通称される。他宗門ではあまり用いられない。

## 団扇太鼓の使用
円形の枠に1枚の膜を張った太鼓である。他の太鼓と異なり、胴が付いていない。形状が団扇（うちわ）に似ているため、団扇太鼓と呼ばれる。バチで叩くと大きさの割にドーンドーンと残響の有る太い音がする。甲高い音のする木柾と対照的である。
寺院の須弥壇や家庭の仏壇で南無妙法蓮華経と題目を上げるときに、あるいは、それ以外でも題目を上げながら使用する。また、室内だけでなく、屋外で使用される例も多い。大勢でお題目を唱えながら打ち鳴らすことが多い法具である。日蓮正宗では団扇太鼓は使用せず、寺院で大勢で題目をあげる際に速度を合わせるのに通常の和太鼓を用いるだけである。

## テレビ番組での使用例
TBS系ドラマ『スクール☆ウォーズ』にて、高校ラグビー全国大会決勝戦を前に、山下真司演じる監督が選手達を寺に連れて行き、真っ暗な本堂で団扇太鼓を叩かせた。最初は音色がバラバラだったのが次第にまとまり、チームの結束力強化に繋がった。
TBS系バラエティ『加トちゃんケンちゃんごきげんテレビ』のメインコント“THE DETECTIVE STORY”にて、志村けん演じる探偵が変形の団扇太鼓（三つの太鼓と三つの撥の組み合わせ）を用いて「だいじょうぶだぁ教」なる宗教を始めた。そこからこの太鼓は「だいじょうぶだぁ太鼓」と呼ばれている。